# تصرف جزایر آندامان توسط ژاپن

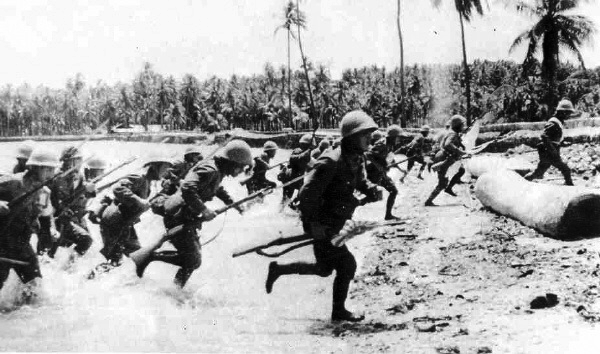
پیاده شدن ژاپنی‌ها در آندامان، مارس ۱۹۴۲.

اشغال جزایر آندامان توسط ژاپن (انگلیسی: Japanese occupation of the Andaman Islands) اشغال جزایر آندامان توسط ژاپن در سال ۱۹۴۲ طی جنگ جهانی دوم اتفاق افتاد. جزایر آندامان و نیکوبار (۸۲۹۳ کیلومتر مربع در ۱۳۹ جزیره)، گروهی از جزایر واقع در خلیج بنگال در حدود ۱٬۲۵۰ کیلومتری کلکته، ۱۲۰۰ کیلومتری چنای و ۱۹۰ کیلومتری (کیپ نارگیس) در میانمار است. تا سال ۱۹۳۸ دولت انگلیس از آنها به عنوان مستعمره کیفری برای زندانیان سیاسی هند و آفریقایی استفاده می‌کرد، که عمدتاً در زندان بدنام پورت بلر قرار داشتند.